# Marko Tratar
Marko Tratar (* 20. Mai 1974 in Ljubljana) ist ein slowenischer Schachspieler.

## Leben
Marko Tratar stammt aus einer Schachfamilie. Im Alter von sieben Jahren erlernte er das Schachspielen von einer Tante.

## Erfolge
1989 wurde er im Bachergebirge slowenischer U15-Meister, 1991 in Maribor mit einem halben und 1993 auf der Pokljuka mit 1,5 Punkten Vorsprung slowenischer U20-Meister. 1997 gewann er in Krško punktgleich vor Duško Pavasovič die slowenische Einzelmeisterschaft. Vizemeister wurde er 2002 und 2007, den dritten Platz belegte er 1995, 1999, 2005 und 2008.
Internationaler Meister wurde er 1995. Seit Juli 2006 trägt er als achter Slowene den Titel Internationaler Großmeister. Die Normen hierfür erzielte er beim Internationalen Turnier des LŠK Metalka Trgovina im Januar 2002 in Ljubljana, beim Open im Dezember 2005 in Zadar und beim 9. Internationalen Open im Februar/März 2006 in Campillos. Im Februar 2015 liegt er auf dem siebten Platz der slowenischen Elo-Rangliste.

## Nationalmannschaft
Mit der slowenischen Nationalmannschaft nahm Tratar an den Schacholympiaden 1992, 1998, 2002 (in der dritten Mannschaft), 2006 und 2014 sowie den Mannschaftseuropameisterschaften 2007 und 2013 teil. Er spielte auch bei zwei U26-Mannschaftsweltmeisterschaften (1993 und 1997) sowie zwischen 1997 und 2003 bei fünf Mitropa-Cups, wobei ihm 1997 in Montecatini Terme der Sieg mit der Mannschaft gelang und er zusätzlich eine Goldmedaille für sein Ergebnis von 7,5 aus 9 am vierten Brett erhielt. 1998 in Portorož und 2003 in Pula wurde die slowenische Mannschaft mit ihm am vierten beziehungsweise zweiten Brett Dritte.

## Vereine
In Slowenien spielt er seit 2004 für den ŠK ZM Branik Maribor, davor spielte er beim ŠK Piramida Maribor, mit dem er zweimal am European Club Cup teilnahm, beim Ljubljaner Verein LŠK Metalka Trgovina und zwischenzeitlich bei ŠD Podpeč. In Österreich spielte er bis 1994 für IBS Klagenfurt Ost, 1997 bis 2001 für den SV Raika St. Veit/Glan und seit 2003 für den SK Kleine Zeitung MPÖ Maria Saal, mit dem er seit der Saison 2005/06 in der 1. Bundesliga spielt und 2016 österreichischer Mannschaftsmeister wurde. In Kroatien spielt er für Pula, in der bosnischen Premijer Liga 2009 für den HŠK Napredak Sarajevo. In der luxemburgischen Division nationale spielt er seit der Saison 2014/15 für die Mannschaft von Gambit Bonnevoie, mit der er 2017 und 2020 luxemburgischer Mannschaftsmeister wurde sowie am European Club Cup 2017 teilnahm.

## Partiebeispiel
Beim 90. Internationalen Turnier des LŠK Metalka Trgovina in Ljubljana spielte Marko Tratar am 27. Januar 2002 gegen den mehr als 200 Elo-Punkte stärkeren Großmeister Andrei Charlow. Bei einem frühen Damenverlust Tratars im 23. Zug und trotz Dreibauernrückstand konnte er Charlow nach 127 Zügen besiegen. In diesem Turnier erzielte Tratar seine erste Großmeister-Norm.
|   | a | b | c | d | e | f | g | h |   |
| 8 |   |   |   |   |   |   |   |   | 8 |
| 7 |   |   |   |   |   |   |   |   | 7 |
| 6 |   |   |   |   |   |   |   |   | 6 |
| 5 |   |   |   |   |   |   |   |   | 5 |
| 4 |   |   |   |   |   |   |   |   | 4 |
| 3 |   |   |   |   |   |   |   |   | 3 |
| 2 |   |   |   |   |   |   |   |   | 2 |
| 1 |   |   |   |   |   |   |   |   | 1 |
|   | a | b | c | d | e | f | g | h |   |

|   | a | b | c | d | e | f | g | h |   |
| 8 |   |   |   |   |   |   |   |   | 8 |
| 7 |   |   |   |   |   |   |   |   | 7 |
| 6 |   |   |   |   |   |   |   |   | 6 |
| 5 |   |   |   |   |   |   |   |   | 5 |
| 4 |   |   |   |   |   |   |   |   | 4 |
| 3 |   |   |   |   |   |   |   |   | 3 |
| 2 |   |   |   |   |   |   |   |   | 2 |
| 1 |   |   |   |   |   |   |   |   | 1 |
|   | a | b | c | d | e | f | g | h |   |

1. d2–d4 e7–e6 2. e2–e4 d7–d5 3. Sb1–d2 d5xe4 4. Sd2xe4 Lc8–d7 5. Sg1–f3 Ld7–c6 6. Lf1–d3 Sb8–d7 7. 0–0 Lc6xSe4 8. Ld3xLe4 c7–c6 9. c2–c3 Sg8–f6 10. Le4–c2 Lf8–e7 11. Dd1–d3 Dd8–c7 12. Tf1–e1 Ta8–d8 13. Sf3–g5 Sd7–b6 14. Dd3–h3 Sb6–d5 15. a2–a3 b7–b5 16. a3–a4 a7–a6 17. a4xb5 a6xb5 18. Te1xe6 fxTe6 19. Sg5xe6 Dc7–b8 20. Lc2–g6+ Ke8–d7 21. Se6–c5+ Kd7–c7 22. Sc6–a6+ Kc7–b7 23. Sa6xDb8